# Пріменко Юрій Володимирович
Ю́рій Володи́мирович Пріменко (25 листопада 1983 — 5 серпня 2014) — старший солдат Збройних сил України, учасник російсько-української війни.

## Життєпис
Народився 1983 року в місті Синельникове (Дніпропетровська область); закінчив синельниківську ЗОЩ № 1. Проживав у Синельниковому. У часі війни — радіотелефоніст, 25-а окрема повітрянодесантна бригада.
5 серпня 2014-го загинув у ході штурмових дій підрозділів бригади поблизу Шахтарська за Савур-могилу.
Вдома залишилися дружина та син 2003 р. н.
Похований в Синельниковому.

## Нагороди та вшанування
- 14 листопада 2014 року за особисту мужність і героїзм, виявлені у захисті державного суверенітету та територіальної цілісності України, вірність військовій присязі під час російсько-української війни, відзначений — нагороджений орденом «За мужність» III ступеня (посмертно)
- його портрет розміщений на меморіалі «Стіна пам'яті полеглих за Україну» у Києві: секція 2, ряд 5, місце 17
- у травні 2021 року в синельниківській ЗОШ № 1 йому відкрито меморіальну дощку
- в Синельниковому встановлено пам'ятник загиблим воїнам Синельниківщини — там викарбувано й ім'я Юрія Пріменка[1]
- Вшановується в меморіальному комплексі «Зала пам'яті», в щоденному ранковому церемоніалі 5 серпня[2][3]